# Edmond Crahay
Edmond Norbert Maria Crahay (Anversa, 2 settembre 1883 – Kapellen, 29 marzo 1957) è stato uno schermidore belga, vincitore di una medaglia di bronzo nella scherma ai giochi intermedi di Atene del 1906 (non riconosciuti dal CIO).